# Église Saint-Dimitri de Janačko Polje
Pour les articles homonymes, voir Église Saint-Dimitri.
L'église Saint-Dimitri de Janačko Polje (en serbe cyrillique : Црква Светог Димитрија у Јаначком Пољу ; en serbe latin : Crkva Svetog Dimitrija u Janačkom Polju) est une église orthodoxe serbe située à Janačko Polje près de Janča, sur le territoire de la ville de Novi Pazar et dans le district de Raška, en Serbie. Elle est inscrite sur la liste des monuments culturels de grande importance de la république de Serbie (identifiant no SK 379),,.

## Présentation
L'église, située au nord-ouest de Novi Pazar, sur la rive gauche de la rivière Ljudska, a été construite au milieu d'une vieille nécropole dans les années 1640, ; ses murs sont en partie constitués de pierres tombales provenant de ce cimetière, alternant avec des blocs de trachyte. Le toit est recouvert de fines dalles d'ardoise.
L'église est composée d'une nef unique prolongée par une abside à cinq pans à l'extérieur comme à l'intérieur, aussi large que la nef,. À l'intérieur, la nef est séparée du narthex par un mur constitué de blocs de trachyte ; le passage entre le narthex s'effectue par une ouverture voûtée formée de trois grosses pierres profilées ; une corniche longe la partie supérieure de la cloison. L'iconostase, quant à elle, sépare la nef de la zone de l'autel grâce à sa structure en maçonnerie. L'espace de la nef est doté d'une voûte en demi-berceau, tandis que le narthex et l'autel sont couverts par des demi-calottes,. La seule entrée de l'église se trouve à l'ouest et elle est accentuée par une marche en pierre,. Le bâtiment est éclairé par des fenêtres ouvertes dans les murs de la nef, dans l'abside et dans la voûte,,.
L'église abrite des fresques partiellement conservées qui, par leur disposition sur les murs, la fermeté de leur dessin et la vivacité de leurs couleurs indiquent le talent de l'artiste qui les a réalisées,. L'iconostase, en particulier, est recouverte de fresques, ce qui est rare dans les églises de cette époque. Sur le plan stylistique et iconographique, les fresques de Janačko polje sont typiques de la première moitié du XVIIe siècle ; elles donnent l'impression que le peintre s'est inspiré des miniatures médiévales et des gravures des livres imprimés au XVIe siècle ; leur auteur appartient à un atelier dont les maîtres ont décoré plusieurs autres églises de la région.
L'édifice a été restauré en 1968-1969,.